# Orcula zilchi
Orcula zilchi is een slakkensoort uit de familie van de Orculidae. De wetenschappelijke naam van de soort is voor het eerst geldig gepubliceerd in 1960 door Urbanski.